# Татикян, Шаген Степанович
Шаген Степанович Татикян (1 октября 1924 года, Тифлис — 19 марта 1992 года, Ереван) — советский армянский писатель, член Союза писателей СССР с 1949 года. Заслуженный деятель культуры Армянской ССР (1985).

## Биография
Родился в 1924 году в Тифлисе в семье рабочего.
В 1942 году окончил среднюю школу и, переехав в Ереван, работал токарем, заочно поступил на филфак Ереванского государственного университета им. Молотова, но в том же году был призван в РККА.
Участник Великой Отечественной войны, красноармеец, пулемётчик, в 1944 году после тяжёлого ранения полученного в боях за Севастополь был демобилизован. Награждён Орденом Отечественной войны I степени (1985).
С 1945 года продолжил учёбу в университете, одновременно работал наборщиком в типографии.
С 1947 года начал выступать как писатель, член Союза писателей СССР с 1949 года.
В 1950—1953 годах работал редактором на Армянском радио, с 1954 года — редактором Армгосиздата.
в 1977—1980 — главный редактор журнала «Советакан Айастан».
В 1985 году удостоен звания Заслуженный деятель культуры Армянской ССР.
Умер в 1992 году в Ереване.

## Творчество
Писать начал на фронте, с 1947 года его рассказы и стихи в прозе, преимущественно на военную тему, стали появляться в республиканской печати. В 1950 году вышел его первый сборник стихов в прозе и paссказов «День Победы», в 1953 году вышел второй сборник под названием «Семья», а в 1955 году — третий сборник «Люди». В 1956 году вышел роман «Его путь».
Работал с киностудией «Арменфильм», например, был в числе был редактором сценария документального фильма «Мы» 1969 года режиссёра Артавазда Пелешяна; автор сценария телефильма «Аршак» 1973 года режиссёра Жирайра Аветисяна, вместе с Фрунзе Довлатяном является соавтором сценария фильма «Живите долго» 1979 года.
В 1984 году был экранизирован его рассказ «Земля и золото», писатель сам выступил сценаристом.
Библиография на русском языке:
- Последний орнамент: Рассказы и повести / Пер. с арм. Г. Багразяна. — Ереван: Айпетрат, 1956. — 211 с.
- Земля и золото: Сборник. / Пер. с арм. — Ереван: Советакан грох, 1983. — 302 с.
- Два рассказа («Летят перелетные птицы…»; Эта картина не продается) / Пер . С. Шахмурадян // Литературная Армения, 1986, № 12. — С. 53-63 .